# Tierra Santa
Tierra Santa és un grup musical espanyol de heavy metall i power metall èpic de La Rioja, Espanya.

## Formació
La banda sorgeix el 1991, aleshores anomenats Privacy, nom sota el qual van gravar una maqueta el 1993 i una altra el 1995 que mai va veure la llum comercial. A principis de 1996 Chuchy el bateria cofundador deixà la banda. Va ser el 1997 quan el grup format per Ángel, Arturo, Roberto, Iñaki i Tomy va passar a anomenar-se Tierra Santa.
Amb molt esforç s'autoprodueixen i temps després surten de gira amb Avalanch i Mägo de Oz, a poc a poc i disc a disc es llauren un camí, i les seues gires els porten a l'estranger i actuen en festivals de música de renom. El 2004 l'escriptor Rubén Parra i Martínez els va dedicar la seva novel·la Mars de Llegenda, la qual està inspirada en el poema "La cançó del pirata" d'Espronceda.

## Començaments
El 1998 s'autoreproduïren el seu primer disc, anomenat Medieval i gràcies a això es donaren a conèixer i giraren al costat d'Avalanch i acompanyen a Dio en la seua gira per Espanya, a més signen amb el segell discogràfic Locomotive Music, amb el qual treuen el seu segon disc, Llegendari. En aquest àlbum s'aprecia un factor molt important per a Tierra Santa com és el sentit èpic i històric de les seves cançons, lletres que parlen del Cid o de la Conquesta de Granada. Musicalment aquest àlbum és un heavy metal clàssic amb moltes influències de power metal.
Ja amb aquest disc fan la seva primera gran gira pel territori nacional i actuant en els millors festivals del país. Locomotive Music, veient l'èxit del grup i la seva creixent popularitat, remasteritzà el seu primer disc i distribuí els dos discos de la banda per tot el món.

### Creixement
El seu tercer disc, anomenat Tierras de Leyenda deixà cançons mítiques pel heavy metall en castellà a més d'un dels seus temes bandera, basat en el poema de José d'Espronceda La Canción del Pirata, que es convertirà en obligada per a tots els seguidors del gènere i una cançó fixa a les seves actuacions i concerts.
Tornaren a repetir la fórmula de recórrer a la història per la temàtica i a la mitologia amb cançons com Caballo de Troya. Però el salt definitiu al tron del heavy metal en castellà seria amb el seu quart àlbum, Sangre de Reyes, amb el qual el grup se situarà com a banda de referència, amb cançons com la que dona el nom al disc o La Sombra de la Bestia que tindran moltíssima acceptació entre el món roquero i metalero, cançons amb riffs potents, ritmes ràpids, tornades enganxoses i solos de guitarra que fan d'aquest disc el gran salt de qualitat del grup.
El 2003 treuen el disc Indomable, un disc més personal, amb cançons més variades, però sense perdre l'essència que fins llavors havia caracteritzat al grup. Aquest disc va continuar el gran èxit de la banda i al costat del doble CD anomenat Las mil y una noches i gravat en directe en el festival Lorca Rock, el grup va demostrar la seva gran qualitat en concert, van emprendre gires per Europa i Hispanoamèrica, i van tenir més èxit del que ells mateixos esperaven.

## Consolidació
El setembre de 2004 la banda treu un nou àlbum, Apocalipsi; i en aquest es nota un cert canvi, el so ha passat de les influències del power metall a la gran proximitat del hard rock, i s'accentua la presència dels teclats.
Les lletres passaren de basar-se en temàtica medieval a tractar temes com la naturalesa, la llibertat, etcètera, amb grans cançons com a Rumbo a las estrellas. Així i tot el primer senzill del grup, Nerón tenia un clar tema històric.
L'àlbum va ser un gran èxit de vendes i de crítica. Així que el 2006 el grup llança Mejor morir en pie, el seu àlbum més roquer i melòdic. En general les cançons tracten de l'amistat, llibertat, autosuperació, etcètera. Tingué gran acceptació, assolint el top 3 de la llista AFYVE, encara que alguns dels fans més acèrrims del grup trobaren a faltar el so més característic dels anteriors discos. El videoclip "Hoy vivo por ti" va consolidar encara més el senzill que va agradar no només a seguidors del rock sinó a tota mena de públic.
Poc després Iñaki és expulsat de la banda per motius desconeguts, ja que la banda no va emetre comunicat a la seva pàgina web i només se sap que va ser substituït per David, així ho posa en els agraïments del seu següent recopilatori. Actualment, Iñaki es troba en la banda Zenobia.
L'any 2007 i celebrant els 10 anys de la formació de la banda, publicaren un doble recopilatori, amb tres temes nous que aquests sí produïren entusiasme en els seus fans, i a aquest doble recopilatori el seguí una gran gira per Amèrica.

## Pausa (2008-2010)
El 7 de febrer de 2008 aparegué un comunicat a la seva pàgina web oficial anunciant: "És la nostra decisió ajornar tota activitat musical i artística que hem desenvolupat durant aquests últims deu anys". La banda llavors es va considerar dissolta a causa del llarg temps d'inactivitat; i poc després va ser bloquejada i finalment desapareguda la seva pàgina web.

## Retorn (2010)
El 19 de desembre de 2009, Óscar Sancho, cantant de Luxúria, va informar en el concert realitzat a Segòvia, aprofitant la presència convidada d'Ángel San Juan per col·laborar en el tema Joda a Quien Joda, del retorn de Tierra Santa per a l'any 2010.
El maig de 2010 la discogràfica Maldito Records llançà un comunicat oficial, en el qual s'anunciava el fitxatge de la banda i informació sobre el seu nou disc i el retorn a la música i els escenaris:
| «                                                                                       | (castellà) Desde Maldito Records es un orgullo comunicaros el nuevo fichaje de uno de los más grandes grupos de rock del Estado, los riojanos Tierra Santa. | (català) Des de Maldito Records és un orgull comunicar-vos el nou fitxatge d'un dels més grans grups de rock de l'Estat, els de La Rioja Tierra Santa. | » |
| — Tierra Santa: nuevo fichaje de Maldito Records y presentación de su biografía oficial | | |   |

Entraren a gravar el seu nou disc el mes d'agost de 2010 en els prestigiosos estudis de Sonido XXI sota la producció una vegada més de Javi San Martín.

## Caminos de Fuego (2010)
Després d'un retorn anunciat, en el lloc web del grup, 'Tierra Santa' va anunciar el seu retorn amb un nou disc, 'Caminos de Fuego'. En aquest desè treball, es tornaren a explicar històries de personatges reals i mítics amb l'estil característic de 'Tierra Santa', marcat per melodies de power metal, heavy metal i cors propis del grup.
"Maldito Records" feu públic al seu canal oficial de YouTube el videoclip "La leyenda del holandés errante".

## Medieval & Legendario (Remasterizats) (2012)
L'any 2012 Tierra Santa publica un recopilatori i remasterització dels discos Medieval i Legendario. En aquesta reedició el grup va entrar a l'estudi d'enregistrament, Sonido XXI d'Esparza de Galar (Navarra) a revisar els antics màsters amb noves gravacions de teclats, cors i matisos sonors, aconseguint així que els temes sonéssin millor.

## Mi Nombre Será Leyenda (2013)
El 2013 es publica Mi nombre será leyenda. D'aquest disc es va extreure el senzill "Héroe". Aquest seria un àlbum carregat de matisos, del que destaquen temes com "El cielo puede esperar" o "Mi nombre será leyenda"; d'altra banda, cançons com "Perdido en el paraíso" i "El último" serien temes que recordarien vells temps de la banda amb un estil actual, a més, el tema "Genghis Khan" faria referència a temes mítics i històrics.

## Esencia (2014)
El març de 2014, es llança l'àlbum Esencia, el qual és una reedició electroacústica, que recorre els millors temes de la seva discografia, passant a conformar el desè àlbum d'estudi en la seva carrera musical. Gran part dels solos continguts en l'àlbum han estat composts i interpretats per Eduardo Zamora (nou guitarrista del grup, a causa de la sortida de la banda d'Arturo Morras).
Ángel San Juan, en una entrevista sobre aquest àlbum recopilatori, comentà sobre com havien consolidat el seu estil i com ho havien plasmat en temes clàssics de la banda, donant-los un nou toc personal.
El 2017 Eduardo Zamora és reemplaçat per Dan Diez, qui era productor de Zenobia. I el mes de juliol Tierra Santa va anunciar que el seu nou treball discogràfic estaria disponible a partir del 6 d'octubre de l'any en curs.

## Quinto Elemento (2017)
El 26 de setembre de 2017, Tierra Santa publicà el videoclip de la seva cançó "Caín", que era el senzill de llançament del seu nou disc: Quinto Elemento, desè àlbum del grup que sortiria a la venda el 6 d'octubre de 2017.
L'any 2020, la banda Tierra Santa compondria el nou himne oficial de la Unión Deportiva Logroñés.

## Membres

### Membres actuals
- Ángel San Juan: Veu i guitarra[16]
- Roberto Gonzalo: Baix i cors
- David Carrica (actualment també membre de Diabulus In Musica): Bateria
- Juanan San Martín: Teclats
- Dan Diez: Guitarra[19]

### Antics membres
- Tomy: Teclats
- Eduardo Zamora: Guitarra
- Arturo Morras: Guitarra i cors
- Dani: Teclats
- Paco: Teclats
- Iñaki: Bateria
- Mikel: Teclats
- Óscar Munoz Sanchez: Guitarrista i Teclats

## Discografia

### Àlbums
Tierra Santa ha publicat els següents discos:
- Medieval (1997)[2]
- Legendario (1999)
- Tierras de leyenda (2000)
- Sangre de reyes (2001)
- Indomable (2003)
- Apocalipsi (2004)
- Mejor morir en pie (2006)
- Caminos de fuego (2010)
- Mi nombre será leyenda (2013)[22][23]
- Quinto Elemento (2017)

### En directe
- Las mil y una noches (2004)

### EP
- Cuando la tierra toca el cielo (2001)

### Recopilatoris
- Grandes éxitos 1997-2007 (2007)
- Medieval & Legendario (2012)
- Esencia (2014)

### Col·laboracions
Lucio Zúñiga de Guadalajara va interpretar la cançó "El bastón del diablo" al costat d'aquesta agrupació com a convidat.
- Luchando hasta el final (Disc de Zenobia que compta amb la col·laboració d'Ángel en el tema "Sombras del ayer").
- Larga vida al... volumen brutal (Tribut a Barón Rojo que compta amb una versió de Tierra Santa del tema "Barón Rojo").
- Tribute to the Beast (Tribut a Iron Maiden que compta amb una versió de Tierra Santa del tema "Flight of Icarus").
- The Music Remains the Same (Tribut a Led Zeppelin que compta amb una versió de Tierra Santa del tema "Communication Breakdown").
- Flight of Icarus (Homenatge a Iron Maiden).
- El poder del deseo (Disc de Luxúria que compta amb la col·laboració d'Ángel en els temes "Sólo son rosas" i "Las orgías de Ramsés el Grande").
- Meridiam (Disc del grup amb el mateix nom que compta amb la col·laboració d'Ángel en el tema "Diva").
- Sed Del mal (Disc del grup Dragonslayer que en el seu segon disc, Ángel col·labora en el tema "Sueño inmortal").
- Tribut a Parabellum (Disc tribut a Parabellum que compta amb una versió de Tierra Santa en el tema "La locura").
- Nuestra es la noche (Disc del grup enBlanco que compta amb la col·laboració d'Ángel en el tema "Reloj de arena").
- Zuzenean (Disc en directe del grup Idi Bihotz que té com convidats a Roberto i Mikel en el tema "Gurutzearen Seinalea").
- Luxúria (Disc del grup amb el mateix nom que compta amb la col·laboració d'Angel en el tema "Las orgias de Ramsés el Grande").
- Pasión Blanquirroja (2020). Himne oficial de la Unión Deportiva Logroñés.[24]

### Altres
- Gonzalo, Francisco. Tierra Santa viviendo un sueño.  Logroño: Ediciones del 4 de Agosto, 2010, p. 201. ISBN 9788496686908.